# Arabie
Pour les articles homonymes, voir Arabie (homonymie).
L'Arabie, ou péninsule Arabique (شبه الجزيرة العربية (shibh al-jazīra al-ʿarabiya) « la presqu'île arabe » ou  جزيرة العرب (jazīratu Al-ʿArab) « la presqu'île des Arabes »), est une vaste péninsule située au sud-ouest de l'Asie, à la jonction entre ce continent et l'Afrique. Cette région fait partie du Moyen-Orient et joue un rôle géopolitique fondamental, du fait de ses importantes réserves d'hydrocarbures et en tant que berceau de l'Islam.

## Étymologie
L'étymologie du mot Arabie, comme celle d'Arabe, demeure obscure, malgré les nombreuses recherches.

## Histoire

### Préhistoire
L'histoire de l'Arabie remonte aux débuts de l'habitation humaine. Un os fossilisé Homo sapiens a été trouvé à Al-Wusta dans le désert du Néfoud, ce qui indique que la première migration humaine hors d'Afrique vers l'Arabie pourrait remonter à environ entre 85 000 et 90 000 ans. Dans la région d'Al-Wusta se trouvait, il y a environ 85 000 ans, un lac d'eau douce fréquenté par de nombreux animaux, y compris des hippopotames, le Pelorovis (un bovin africain maintenant éteint) et des Kobus (type d'antilope africaine), dont les fossiles ont été trouvés sur le site. Les chercheurs ont également découvert des outils en pierre artificielle. Il est possible que les pluies de mousson, qui avaient transformé la région en une prairie humide et semi-aride sillonnée de rivières et de lacs, aient attiré ces animaux d'Afrique subsaharienne en Arabie.
Les analyses génétiques suggèrent que les populations arabes autochtones sont les descendantes directes des premières populations eurasiennes établies par les migrations hors d'Afrique.

### Histoire ancienne
L'archéologie a révélé l'existence de nombreuses civilisations en Arabie préislamique (comme le Thamud), en particulier en Arabie du Sud. Les civilisations d'Arabie du Sud comprennent le royaume de Saba, le royaume himyarite, le royaume d'Awsân et le royaume de Ma'īn. L'Arabie centrale était l'emplacement du royaume de Kindah aux IVe, Ve et au début du VIe siècle après J.-C. L'Arabie orientale abritait la civilisation de Dilmun et l'Arabie du Nord la civilisation nabatéenne.

## Géographie
L'Arabie est bordée par le golfe d'Aqaba et la mer Rouge à l'ouest, par le golfe d'Aden au sud-ouest, par l’océan Indien au sud, par la mer d'Arabie au sud-est et par le golfe d'Oman et le golfe Persique à l'est. Sa limite nord est plus subjective mais peut être définie géographiquement par celle du désert d'Arabie. La péninsule Arabique est traversée par le tropique du Cancer. Cette péninsule de près de deux millions et demi de kilomètres carrés est dominée par un immense désert baptisé Rub al-Khali. Un massif de granite et de laves de plus de 3 000 mètres se dresse dans l'extrême Sud. Dès l'Antiquité, le nom d'Arabie Heureuse a été donnée à cette région compte tenu de son climat non désertique. Le reste de la péninsule subit une sécheresse quasi totale. Pendant deux mois d'hiver, le froid est très vif. Le reste de l'année subit une chaleur torride.
Elle comprend sept États[source insuffisante] : l'Arabie saoudite, le Yémen, Oman, le Qatar, les Émirats arabes unis, le Koweït et Bahreïn, ainsi qu'une partie de la Jordanie et de l'Irak.
| État                | Capitale       | Superficie (Km2) | Population |
| ------------------- | -------------- | ---------------- | ---------- |
| Arabie saoudite     | Riyad          | 2 149 690        | 29 195 895 |
| Yémen               | Sanaa          | 527 970          | 24 052 514 |
| Oman                | Mascate        | 309 501          | 3 632 444  |
| Qatar               | Doha           | 11 000           | 1 758 793  |
| Émirats arabes unis | Abu Dhabi      | 82 880           | 9 346 000  |
| Koweït              | Koweït (ville) | 17 818           | 4 348 395  |
| Bahreïn             | Manama         | 750              | 1 261 835  |

### Ressources en eau
Les pays d'Arabie ont recours à des sources non conventionnelles en eau, par dessalement et la réutilisation de l’eau, pour combler la différence entre les ressources en eau douce qui sont limitées par rapport à la demande.
Liste des prélèvement d'eau douce par pays (2000) basée sur The World Factbook de juin 2008.
| Pays                | Prélèvements totaux (km³/an) | Prélèvements domestiques (%) | Prélèvements industriels (%) | Prélèvements agricoles (%) | Eau douce renouvelable interne par personne (m³/an) (FAO) | Eau douce renouvelable totale par personne (m³/an) (FAO) | Prélèvements par personne (m³/an) | Article connexe             |
| ------------------- | ---------------------------- | ---------------------------- | ---------------------------- | -------------------------- | --------------------------------------------------------- | -------------------------------------------------------- | --------------------------------- | --------------------------- |
| Arabie saoudite     | 17,32                        | 10                           | 1                            | 89                         | 77,98                                                     | -                                                        | 705                               |                             |
| Bahreïn             | 0,3                          | 40                           | 3                            | 57                         | 2,99                                                      | -                                                        | 411                               |                             |
| Émirats arabes unis | 2,3                          | 23                           | 9                            | 68                         | 16,53                                                     | -                                                        | 511                               |                             |
| Yémen               | 6,63                         | 4                            | 1                            | 95                         | 80,01                                                     | -                                                        | 316                               |                             |
| Oman                | 1,36                         | 7                            | 2                            | 90                         | 353,45                                                    | -                                                        | 529                               |                             |
| Qatar               | 0,29                         | 24                           | 3                            | 72                         | 23,58                                                     | -                                                        | 358                               |                             |
| Koweït              | 0,44                         | 45                           | 2                            | 52                         | 0                                                         | 5,139                                                    | 164                               | Ressources en eau du Koweït |

### Faune et flore
De nombreuses espèces ou sous-espèces animales ou végétales ont été découvertes ou décrites en Arabie, et ont reçu pour épithète spécifique ou nom subspécifique arabicus, arabica ou arabicum.

#### Sur terre
On retrouve des mammifères tel l'oryx d'Arabie, le loup d'arabie, le daman des rochers, la gazelle dama, la gazelle d'Arabie, le léopard d'Arabie, le ratel, le chat des sables, le babouin hamadryas, le bouquetin de Nubie, le Caracal ou le dromadaire. Des oiseaux comme l'outarde arabe, le guêpier à gorge blanche, on retrouvait autrefois mais aujourd'hui disparu l'autruche. Des invertébrés comme l'androctonus crassicauda.

#### En mer
On retrouve en mer rouge le dugong.

## Climat
La péninsule Arabique a connu de nombreuses périodes de sècheresse depuis huit millions d'années (Ma), mais la datation uranium-thorium de spéléothèmes, découverts dans des cavernes situées environ 200 km au nord de Riyad, montre qu'elle a aussi connu des périodes humides, notamment il y a environ  7, 4–3, 2 et 1 Ma,.
D'après les travaux des chercheurs Jeremy Pal et Elfatih Eltahir, la péninsule Arabique pourrait devenir une zone inhabitable en 2100 du fait de températures ressenties supérieures à 60 voire 70 degrés Celsius.

## Démographie
Selon les estimations, la population de l'Arabie s'élevait à 77 983 936 habitants en 2008. De nombreux résidents des États du golfe Persique n'ont pas la nationalité de ces pays : on compte 20 % d'étrangers en Arabie saoudite et 89 % dans les Émirats arabes unis.
La population autochtone est très majoritairement formée d'arabes qui feront de l'Arabie le berceau de l'une des religions monothéistes qu'est Islam, dont les deux plus importantes villes saintes, La Mecque et Médine, se trouvent dans le Hedjaz à l'ouest de la péninsule. Ils sont donc pour l'essentiel musulmans de rite sunnite. On compte aussi des chiites et des kharidjites (dont des ibadites).
On dénombre aussi des minorités religieuses non musulmanes, principalement composées d'étrangers, comme les bouddhistes, les hindous, les chrétiens et les juifs (notamment les arabes de confession juive du Yémen).

## Économie

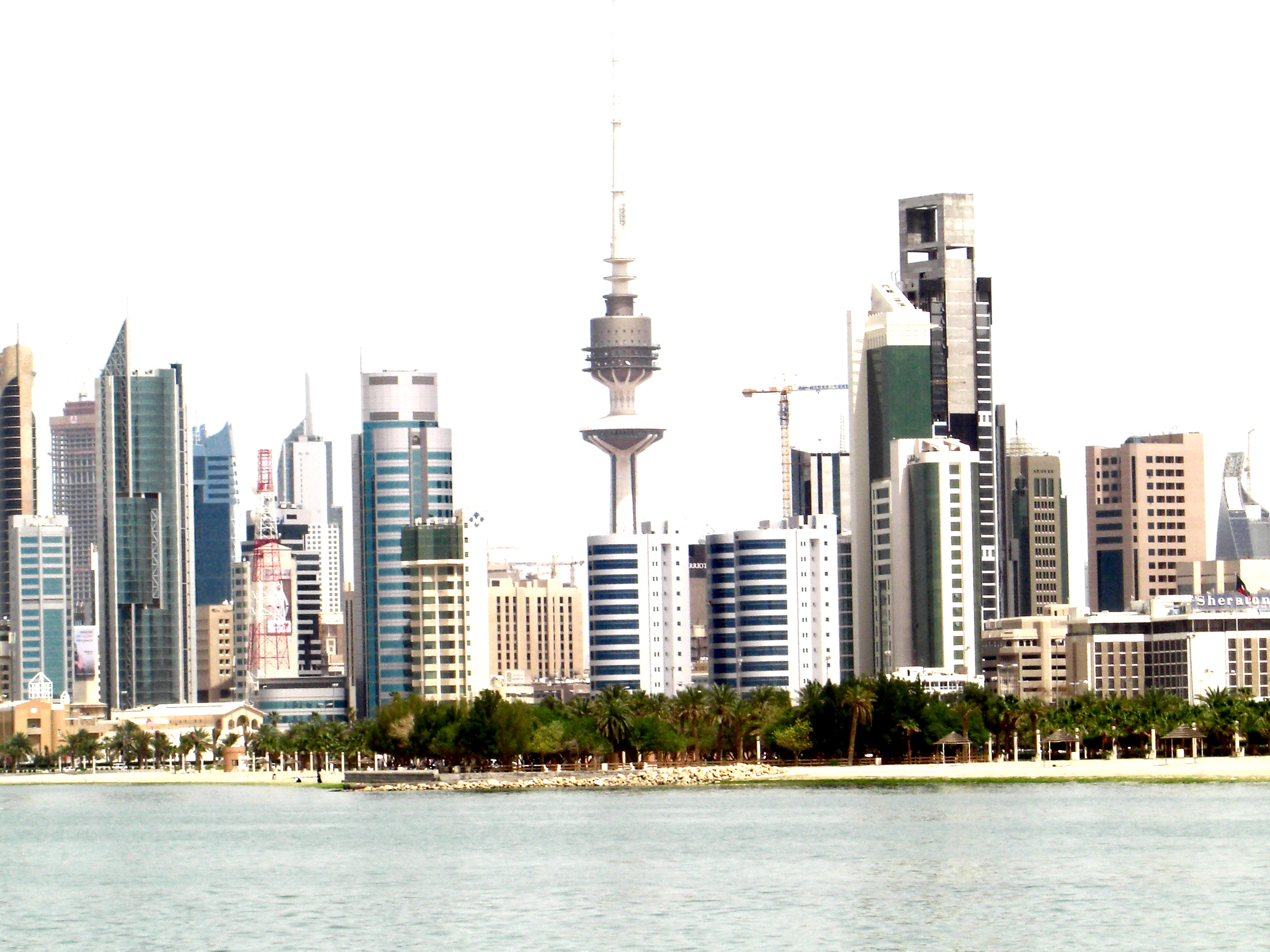
Le boom pétrolier au Koweït provoque la croissance accélérée de sa capitale.

Le forage et le raffinage du pétrole sont les activités industrielles les plus importantes dans la péninsule Arabique. À titre d'exemple, dans le sultanat d'Oman, 80 % des recettes budgétaires sont issues de l'industrie du pétrole et du gaz. La région connaît également un secteur de BTP très actif, notamment au sein des Émirats arabes unis, où l'architecture reflète la richesse que les États du Golfe tirent du pétrole. Le secteur tertiaire est dominé par les institutions financières et techniques qui sont surtout au service de l'industrie des hydrocarbures. Dans les espaces ruraux, on trouve un certain nombre d'activités traditionnelles, comme la conception des tapis.
Il ne faut pas oublier les forts écarts de revenus existant dans cette région, avec un clivage net entre ceux qui bénéficient directement des revenus du pétrole et une tranche de la population qui évolue dans une forte pauvreté. Par exemple, le Yémen est le pays le plus pauvre de la péninsule avec plus de 43 % de sa population vivant en dessous du seuil de pauvreté. Le sultanat d'Oman est également un pays où il existe une certaine pauvreté, bien que les données chiffrées soient rares. Des opportunités économiques existent cependant via l'artisanat local, le tourisme et l'agriculture. Cependant, la grande majorité des personnes susceptibles de développer ces business potentiels est concernée par l'exclusion bancaire.
Une des solutions qui tend à se développer est la microfinance. Il existe un « Global Islamic Microfinance Forum » dont la troisième édition est prévue pour octobre 2013.La microfinance a pour but de permettre l'accès à des services financiers adaptés (crédits, épargne, assurance, transferts de fonds…) aux exclus bancaires dans le but de développer une activité génératrice de revenus. Plusieurs institutions offrent du microfinancement dans la région, notamment en Arabie Saoudite, à Bahreïn, en Jordanie... Au Yémen, la Microfinance Bank AL-Amal (AMB) est opérationnelle depuis 2009 et est issue de la coopération et du financement du gouvernement du Yémen, du programme du Golfe arabe pour le développement des Nations unies (AGFUND) et d'investisseurs privés. Notons qu'en 2009, une loi a été publiée dans ce pays afin de reconnaître des banques de microfiannce en tant qu'institutions financières : Microfinance Law n°15. En Oman, PlanetFinance UAE a lancé une première IMF en 2009.

## Culture
- Culture de l'Arabie saoudite
- Culture de Bahreïn
- Culture des Émirats arabes unis
- Culture du Koweït
- Culture d'Oman
- Culture du Qatar
- Culture du Yémen